# 465 f.Kr.

## Händelser

### Efter plats

#### Persiska riket
- Kung Xerxes I mördas tillsammans med sin äldste son av sin minister Artabanos. Generalen Megabyzos tros ha varit en av konspiratörerna bakom mordet.
- Artabanos får kontroll över den akeminidiska staten i flera månader. Han förråds dock av Megabyzos och dödas av Xerxes son Artaxerxes (eller året därpå). Artaxerxes efterträder sedan sin far som kung av Persiska riket.

#### Grekland
- Thasos gör uppror mot det attiska sjöförbundet. Upproret grundar sig i rivalitet om handeln med Thrakien och särskilt i ägandet av en guldgruva. Aten börjar, under Kimons befäl, belägra Thasos efter att ha besegrat dess flotta.

### Efter ämne

#### Konst
- Tholos, den västra sidan av Atens agora, byggs (omkring detta år).
- Fidias börjar tillverka skulpturen Athena Promachos (Försvararen) (omkring detta år) och färdigställer den tio år senare.

## Avlidna
- Xerxes I, kung av Persien (mördad) (född cirka 519 f.Kr.)
- Goujian av Yue, kung av den kinesiska staten Yue